# Альтідона
Альтідона (італ. Altidona) — муніципалітет в Італії, у регіоні Марке,  провінція Фермо.
Альтідона розташована на відстані близько 175 км на північний схід від Рима, 65 км на південь від Анкони, 9 км на південний схід від Фермо.
Населення — 3381 особа (2014).
Щорічний фестиваль відбувається 8 серпня. Покровитель — святий Киріяк.

## Демографія
Населення за роками:

Станом на 1 січня 2023 року в муніципалітеті офіційно проживало 285 іноземців з 37 країн, серед них 81 громадянин країн Євросоюзу та 14 громадян України.

## Сусідні муніципалітети
- Кампофілоне
- Фермо
- Лапедона
- Педазо